# Lenaduwa
Lenaduwa är en ö i Sri Lanka.   Den ligger i provinsen Southern Province, i den södra delen av landet, 80 km söder om huvudstaden Colombo.